# Клодін Шоль
Клодін Шоль (нар. 20 серпня 1983) — колишня люксембурзька тенісистка. Найвищу одиночну позицію світового рейтингу — 41 місце досягла 24 травня 2004, парну — 71 місце — 8 листопада 2004 року. Здобула 1 одиночний та 1 парний титул. Найвищим досягненням на турнірах Великого шолома було 3 коло в одиночному розряді.

## Фінали турнірів WTA

### Одиночний розряд: 1 (титул)
| Легенда                     |
| --------------------------- |
| Турніри Великого шолома     |
| Premier M & Premier 5 (0–0) |
| Premier (0–0)               |
| International (1–0)         |

| Фінали за покриттям |
| ------------------- |
| Тверде (0–0)        |
| Ґрунт (1–0)         |
| Трава (0–0)         |
| Килим (0–0)         |

| Результат | Дата           | Турнір                                | Покриття | Суперниця        | Рахунок       |
| --------- | -------------- | ------------------------------------- | -------- | ---------------- | ------------- |
| Перемога  | 22 травня 2004 | Internationaux de Strasbourg, Франція | Ґрунт    | Ліндсі Девенпорт | 2–6, 6–0, 6–3 |

### Парний розряд: 3 (1–2)
| Легенда                     |
| --------------------------- |
| Турніри Великого шолома     |
| Premier M & Premier 5 (0–0) |
| Premier (0–1)               |
| International (1–1)         |

| Фінали за покриттям |
| ------------------- |
| Тверде (1–1)        |
| Ґрунт (0–0)         |
| Трава (0–1)         |
| Килим (0–0)         |

| Результат | Дата           | Турнір                                                     | Покриття | Партнерка            | Суперниці                   | Рахунок     |
| --------- | -------------- | ---------------------------------------------------------- | -------- | -------------------- | --------------------------- | ----------- |
| Перемога  | 17 січня 2004  | Richard Luton Properties Canberra International, Австралія | Тверде   | Єлена Костанич-Тошич | Каролін Денін Ліза Макші    | 6–4, 7–6(3) |
| Поразка   | 19 червня 2004 | Rosmalen Grass Court Championships, Нідерланди             | Трава    | Єлена Костанич       | Ліза Макші Мілагрос Секера  | 6–7(3), 3–6 |
| Поразка   | 18 липня 2004  | Silicon Valley Classic, США                                | Тверде   | Івета Бенешова       | Елені Даніліду Ніколь Пратт | 2–6, 4–6    |

## Фінали ITF
| Легенда          |
| ---------------- |
| турніри $100,000 |
| турніри $75,000  |
| турніри $50,000  |
| турніри $25,000  |
| турніри $10,000  |

### Одиночний розряд (4–6)
| Результат | Ранг | Дата              | Турнір                        | Покриття   | Суперниця             | Рахунок            |
| --------- | ---- | ----------------- | ----------------------------- | ---------- | --------------------- | ------------------ |
| Поразка   | 1.   | 13 серпня 2000    | ITF Ребек, Бельгія            | Ґрунт      | Кароліне Мас          | 6–1, 6–7(6), 3–6   |
| Поразка   | 2.   | 12 листопада 2000 | ITF Вільнав-д'Орнон, Франція  | Ґрунт (i)  | Кароліне Мас          | 0–4, 1–4, 5–4, 1–4 |
| Поразка   | 3.   | 11 Лют 2001       | ITF Редбрідж, Велика Британія | Тверде (i) | Ева Дірберг           | 2–6, 2–6           |
| Поразка   | 4.   | 19 Бер 2002       | ITF Каньяда-Флінтридж, США    | Тверде     | Лора Гренвілл         | 6–1, 2–6, 3–6      |
| Перемога  | 1.   | 7 липня 2002      | ITF Штутгарт, Німеччина       | Ґрунт      | Штефані Ґерляйн       | 6–3, 3–6, 6–4      |
| Перемога  | 2.   | 22 вересня 2002   | ITF Люксембург                | Ґрунт      | Наталі В'єрін         | 6–2, 4–6, 6–4      |
| Поразка   | 5.   | 15 червня 2003    | ITF Марсель, Франція          | Ґрунт      | Аранча Парра Сантонха | 2–6, 1–6           |
| Поразка   | 6.   | 26 лютого 2006    | ITF Сент-Пол, США             | Тверде (i) | Мілагрос Секера       | 1–6, 2–6           |
| Перемога  | 3.   | 17 серпня 2008    | ITF Коксейде, Бельгія         | Ґрунт      | Даніелле Гармсен      | 7–6(2), 7–6(7)     |
| Перемога  | 4.   | 25 січня 2009     | ITF Рексем, Велика Британія   | Тверде (i) | Констанс Сібій        | 6–1, 3–6, 6–4      |

### Парний розряд (3–4)
| Результат | Ранг | Дата           | Турнір                      | Покриття   | Партнерка         | Суперниці                                | Рахунок             |
| --------- | ---- | -------------- | --------------------------- | ---------- | ----------------- | ---------------------------------------- | ------------------- |
| Перемога  | 1.   | 3 березня 2002 | ITF Бухен, Німеччина        | Килим (i)  | Софія Арвідссон   | Анна Бастрікова Клаудія Кардіс           | 6–0, 7–5            |
| Поразка   | 1.   | 8 вересня 2002 | ITF Денен, Франція          | Ґрунт      | Юлія Бейгельзимер | Ольга Виметалкова Габріела Хмелінова     | 3–6, 0–6            |
| Перемога  | 2.   | 2 лютого 2003  | ITF Ортізеї, Італія         | Килим (i)  | Ванесса Генке     | Ольга Благотова Габріела Навратілова     | 6–1, 6–2            |
| Поразка   | 2.   | 29 липня 2006  | ITF Петанж, Люксембург      | Ґрунт      | Ліна Станчюте     | Еріка Краут Фредеріка Пієдаде            | 3–6, 3–6            |
| Поразка   | 3.   | 28 липня 2007  | ITF Петанж, Люксембург      | Ґрунт      | Мартіна Мюллер    | Анастасія Якімова Карла Суарес Наварро   | 7–6(4), 1–6, 6–7(1) |
| Поразка   | 4.   | 3 серпня 2008  | ITF Бад-Заульгау, Німеччина | Ґрунт      | Анна Флоріс       | Сімона Добра Тереза Гладікова            | 1–6, 6–4, [8–10]    |
| Перемога  | 3.   | 17 січня 2009  | ITF Глазго, Велика Британія | Тверде (i) | Сандра Клеменшиц  | Ніколетте ван Ейтерт Вікторія Ємельянова | 6–3, 4–6, [10–7]    |